# Dittersdorf (Lößnitz)
Das westerzgebirgische Dorf Dittersdorf ist ein Ortsteil der Bergstadt Lößnitz im Erzgebirgskreis, Sachsen, Deutschland und gehört damit zum Städtebund Silberberg.

## Lage
Der östlich von Lößnitz gelegene Ort erstreckt sich mehr als zwei Kilometer bergaufwärts rechts und links des Vorderen Aubaches und des Dorfbaches.

## Geschichte

### Gründung
Die Besiedlung Dittersdorfs erfolgte vermutlich durch mainfränkische Bauern in der zweiten Hälfte des 12. Jahrhunderts. Um diese Zeit drangen Ritter, Mönche und Bauern von Nordwesten immer weiter entlang der Zwickauer Mulde in das von Menschen noch unbewohnte Waldgebiet vor und gründeten Klöster, Burgen und Dörfer. Bis dahin galt die Gegend als schwer zugänglicher Urwald, in dem Bären und Wölfe lebten. Aus einer Beschreibung des Kleingaues Zwickau aus dem Jahre 1118 geht hervor, dass dessen Siedlungsplanung bereits sehr nahe an das heutige Dittersdorfer Flurgebiet heranreichte. In der Beschreibung wird der Berg Luderni (Schnepfenberg bei Lenkersdorf oder der Jermiasberg bei Lauter) und die Mündung des Schwarzwassers als südöstlichste Grenze erwähnt. 1173 erreichten die Siedler im unmittelbaren Südwesten die Flur von Aue und gründeten das Klösterlein Zelle. Lothar Enderlein weist darauf hin, dass die Augustiner von Celle schon sehr bald mit Unterstützung der Burgherren von Lößnitz versucht haben, Erze zu finden. Es ist sehr wahrscheinlich, dass sie dabei in andere Täler vorgedrungen sind, zum Beispiel in die heutigen Fluren von Affalter, Kühnhaide und Dittersdorf. Einige dieser bergbaulichen Ansiedlungen wurden wieder aufgegeben, da sich entweder kein Ertrag einstellte oder spätestens durch die Hungersnot in den Jahren 1224/25. Ein Beispiel dieser verlassenen Wüstungen bilden die Kutten im Lößnitzer Gotteswald, dessen Name darauf hindeutet, dass dort Mönche tätig waren. Der Ort Dittersdorf wurde als typisches einreihiges Waldhufendorf angelegt und gehörte vermutlich von Beginn an zu den Besitzungen der Grafschaft Hartenstein und damit auch dem Burggrafen von Meißen, Meinher II. Dittersdorf ist vorwiegend ein Bauerndorf mit stattlichen Hofanlagen (zum Teil mit Vierseithöfen). Einige Häuser sind in Fachwerkbauweise errichtet worden (zum Beispiel Nr. 17). Viele Dächer sind mit heimischem Schiefer gedeckt.

### Kloster Grünhain (1238–1536)
1238 wurde der Ort als Thederickersdorf (Dorf eines Tederichs bzw. Dietrichs) erstmals urkundlich im Privilegium über Dittersdorf bei Zwönitz erwähnt, als es an das Zisterzienserkloster Grünhain verkauft wurde. Zeugen des Kaufs waren ein Münzmeister Widego von Lesnitz und Bruno von Bilowe, Besitzer des Rittergutes im heutigen Vielau. Beide Zeugen waren Dienstmannen der Meinheringer, welche wiederum die Grafschaft Hartenstein besaßen. Zum Zeitpunkt des Kaufs war Dittersdorf bereits voll besiedelt, hatte die Freijahre schon hinter sich und bestand seinerzeit vermutlich aus 16 Waldhufengütern.
Lothar Enderlein vermerkte nämlich für das Jahr 1240, dass das Grünhainer Zisterzienserkloster aus Dittersdorf immer zu Martini 49 altenburgische Scheffel Korn und Hafer (welche aus 16 Pflügen Winter- und Sommersaat entstanden) an Einnahmen erhalten hat. Weiterhin mussten 8 Pfund Pfennige weniger drei Schillinge je zur Hälfte am Martinstag und am Walpurgistag gezahlt werden. Zusätzlich wurden die Bauern verpflichtet zweimal im Jahr die Klosterfelder zu pflügen. 1456 hatte jeder Bauer alljährlich 6 Scheffel Korn, 14 Scheffel Hafer, 11 Schock und 18 Stück Eier und 50 Käse in natura für des Abtes Küche zu liefern. Das Kloster und seine Pfarren wurden daher auch als Kornwurm bezeichnet. Diese Lasten wurden nach und nach weiter erhöht, bis es zu Arbeitsverweigerungen, Aufständen und schließlich zum Bauernkrieg führte, welcher 1526 niedergeschlagen wurde.
Einige Heimatforscher vermuten aufgrund des Verlaufs der einzelnen Flurstücke und der Gemeindegrenze, dass es auf oder in der Nähe der Grünen Wiese am Grünen Bach eine Kleinsiedlung gegeben haben könnte.
Seit dem Kauf durch den Grünhainer Abt Brüning lag das Klosterdorf Dittersdorf genauso wie das Nachbardorf Kühnhaide etwas abseits und war dadurch Jahrhunderte lang auf sich selbst angewiesen. Es hatte weder einen Herrenhof noch eine eigene Kirche. Dittersdorf hatte weder eigenes Braurecht, Fleischbänke, Salzschank, noch durfte es eigene Handwerker (zum Beispiel einen Hufschmied) halten, dafür waren im Klostergebiet die Städte zuständig. Zudem gab es im Ort keine Kirche, so dass es viele Gründe für die Dorfbewohner gab, die benachbarte Stadt Zwönitz aufzusuchen.

Schiefergedecktes Bauerngut in Fachwerkbauweise mit Bausubstanz aus der Klosterzeit (1999)

Schiefergedecktes Fachwerkhaus am Zusammenfluss von Grünem Bach und Dorfbach (1999)

Das östlichste und am höchsten liegende Bauerngut war einst ein Wirtschaftshof des Klosters, der gleichzeitig auch die Jagdunterkunft des Grünhainer Abtes gewesen sein soll. Entsprechende Bausubstanz aus der Klosterzeit soll dort heute noch zu finden sein. Weiterhin soll das Bauerngut am Zusammenfluss von Grünem Bach und Dorfbach den Grünhainer Äbten ebenfalls als Jagdunterkunft gedient haben. Im 15. Jahrhundert wurde die Grünhainer Klosterkirche mit Dittersdorfer Schiefer eingedeckt. An den Schieferabbau erinnert noch heute das Schieferloch bei Dreihansen.
1534 waren die sieben äbtischen Bauern von Lenkersdorf zu Dittersdorf geschlagen worden und mussten seitdem den Dittersdorfer Dingstuhl benutzen. Bereits seit 1495 gab es diesen Dingstuhl, an dem Zwönitzer Richter regelmäßig im Jahr Gerichtstage abhielten und dessen erster Richter in Dittersdorf Oswald Heimpol hieß. Die Dittersdorfer konnten dadurch ihre Streitigkeiten im Ort austragen und brauchten nicht mehr nach Zwönitz zu fahren. Die Zwönitzer Richter wiederum wurden vom Kloster(-amt) Grünhain eingesetzt und waren der Stadt Zwönitz keinerlei Rechenschaft schuldig.

### Amt Grünhain (1536–1821)
Nach der Auflösung des Grünhainer Klosters gehörte Dittersdorf ab 1536 zum Klosteramt Grünhain. Von den Folgen des Schmalkaldischen Krieges weitgehend verschont, mussten die Einwohner des Dorfes gemeinsam mit jenen der umliegenden Dörfer im Vorfeld des Dreißigjährigen Krieges für den Kriegsfall einen gemeinsamen Zwönitzer Heerwagen und Fußknechte stellen, weiterhin wurden Kriegssteuern eingefordert. Im Jahr 1548 zählte Dittersdorf 25 besessene Mann und 28 Einwohner auf 26,5 Hufen. Vom schweren Kriegs- und Pestjahr 1640 war Dittersdorf nicht betroffen.
In der kursächsischen Holzordnung von 1560 heißt es u. a.: „Die Flecken sind zur Wolfsjagd zu gehen schuldig, wie sie das zu der Mönche Zeiten auch getan“, damit wird die Teilnahme an der Wolfsjagd zur Pflicht gemacht. Vor allem nach dem Dreißigjährigen Krieg hatten sich die Wölfe wieder stark vermehrt. Daher bestand noch bis ins 18. Jahrhundert hinein ein regelrechter Wolfsdienst, welcher den Dorfbewohnern zwar wenig begehrenswert erschien, deren Notwendigkeit sie aber dennoch einsahen, und zu dem ein jedermann verpflichtet war. Dabei handelte es sich um winterliche Wolfstreibjagden, welche anstrengend und gefährlich waren. Im Jahre 1662 musste Dittersdorf 15 Mann stellen, für die Wolfstreibjagd „nach Rabenstein oder wo das Wolfszeug anzutreffen“, während Lenkersdorf 3, Kühnhaide 18, Gablenz 13 und Zwönitz 40 Mann zu stellen hatte. Die letzten großen Treibjagden, an denen 477 Mann teilnahmen, fanden 1703 und 1711 bei Burgstädtel statt. Der letzte Wolf wurde 1816 in der Nähe des Jägerhauses bei Aue abgeschossen, der letzte Braunbär wurde bereits 1760 bei Lauter gefangen.
Ein Riss von Balthasar Zimmermann (Erste Kursächsische Landesaufnahme) aus dem Jahre 1615 zeigt Dittersdorf mit 24 Höfen, einer Mahlmühle mit 3 Gängen am oberen Dorfbach, einer Brettmühle am Zufluss vom Grünen Bach, einer Brettmühle am Vorderen Aubach und einer zweiten Mahlmühle mit nur einem Mahlgang am unteren Ortsende. Weiterhin kann man aus den Rissen von Balthasar Zimmermann und den Rissen und Aufzeichnungen von Georg Oeder dem Älteren und dem Jüngeren aus den Jahren 1560 bis 1570 erkennen, dass sich der Waldbestand seitdem nicht wesentlich geändert hat. Alle anbaufähigen Flächen wurden schon zu dieser Zeit bewirtschaftet. Das Bergamt Schneeberg belehnte 1667/68 erste Schieferbrüche in Dittersdorf.
Da der Schulweg für die Dittersdorfer Schüler nach Zwönitz sehr weit und im Winter auch oft gefährlich war, gründete sich Dittersdorf kurz vor dem Jahr 1680 eine eigene Nebenschule. Diese wurde von einem Schulhalter (Lehrer ohne kirchliches Amt) oder einem Kinderlehrer geleitet.
Am 26. Juni 1667 erfolgte durch den Schneeberger Bergmeister Tröger die bergmännische Verleihung eines Schieferbruches an den Planitzer Schieferdecker Gabriel Bleil. 1674 wurde ein weiterer Bruch an den Schieferdecker Christian Steinel aus Schneeberg verliehen. Daneben standen noch weitere Brüche im Betrieb, über deren unfachmännische Bewirtschaftung beim Bergamt Klagen eingingen.
1764 zählte Dittersdorf 24 besessene Mann und 9 Häusler auf 26,5 Hufen zu je 22 Scheffel.

### Amtshauptmannschaft Schwarzenberg (1821–1939)

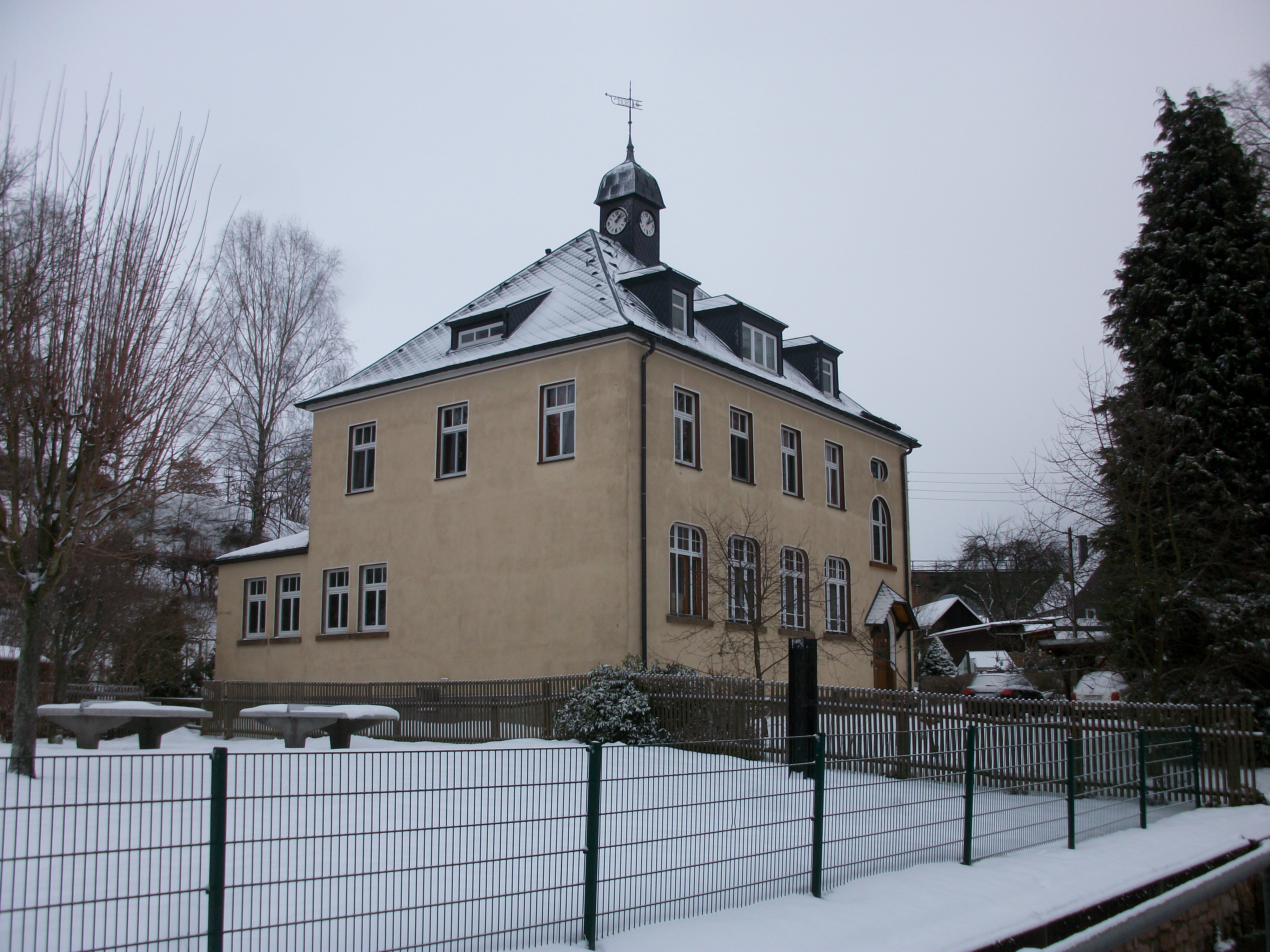
Ehemalige Schule Dittersdorf (Lößnitz)

Das Amt Grünhain, und mit ihm Dittersdorf, ging 1821 nach der Auflösung des Erzgebirgischen Kreises in seinem Kerngebiet in der Amtshauptmannschaft Schwarzenberg auf. 1834 lebten 272 Einwohner in Dittersdorf. Haupterwerbszweige waren die Landwirtschaft, Waldarbeit, Schieferbrucharbeit und Heimarbeit für Lößnitzer Gewerbetreibende. Weiterhin gab es zwei Mahlmühlen, eine Ölmühle und eine Walkmühle, deren Mühlgräben teilweise noch heute zu sehen sind. Die Walkmühle, an der Nachbargemeinde zu Dreihansen gelegen, war der ehemalige Dittersdorfer Waffenhammer, welcher mit der Wasserkraft des vereinten Aubaches für die Befriedung des Eisenbedarfs in den nahen Schieferbrüchen sorgte. Dieser Waffenhammer wurde später in eine Walkmühle und eine Tuchfabrik umgebaut, und 1884 wiederum zu einem Betrieb für Landmaschinenbau. Außer den Dreihansener Schieferbrüchen gab es noch fünf weitere Schieferbrüche in der Dittersdorfer Flur.
Am 6. April 1835 erfolgte eine neue Verwaltungsgliederung des Königreiches Sachsen und die Bildung der Kreisdirektion Zwickau, zu der die Amtshauptmannschaft Schwarzenberg u. a. mit dem Amt Grünhain und damit die Gemeinde Dittersdorf gehörte. Um 1850 wurde die Freiwillige Feuerwehr Dittersdorf gegründet. 1856 gehörte Dittersdorf zum Gerichtsamt Grünhain.
1868 schickte der vom Staat beauftragte „Civil-Ingenieur“ Oskar Heßler zur Rentabilitätsprüfung der geplanten Bahnstrecke Chemnitz-Zwönitz-Lößnitz-Aue-Adorf Fragebögen an die betroffenen Gemeinden, darunter an die Gemeinde Dittersdorf und ihre Gewerbetreibenden. Die Auswertung ergab unter anderem, dass zu dieser Zeit 360 Einwohner in Dittersdorf lebten, und sich dort eine Mahlmühle sowie zwei Schneidemühlen befanden. Außerdem existierte die Sächsische-Lößnitzer-Schieferbruch-Compagnie, die ein insgesamt 400 Acker großes Abbaureal auf Lößnitzer, Affalterer, Lenkersdorfer und Dittersdorfer Flur für den Schieferabbruch nutzte. Insgesamt bestand die Compagnie aus einer Plattenschneiderei für Schieferplatten und fünf Schieferbrüchen; dem Dittersdorfer Bruch beim heutigen Schieferloch, der mit einem jährlichen Abbau von 100.000 Zentnern Dachschiefer und 200 Arbeitern der größte war, dem Foigt-Bruch (80 Mann, 35.000 Zentner), dem Hasenschwanzbruch (65 Mann, 30.000 Zentner), dem Kommunenbruch (55 Mann, 25.000 Zentner) und dem Lenkersdorfer Bruch (45 Mann, 22.500 Zentner).
1871 begannen die Bauarbeiten für diese Bahnstrecke und in der Gemeinde lebten nun 374 Einwohner, welche seit dem 15. Oktober 1874 zur neu gegründeten Amtshauptmannschaft Schwarzenberg gehörten.

Steinernes Eisenbahnviadukt des Semmeringteils (1999)

Am 15. November 1875 wurde der auch Sächsischer Semmering genannte Streckenteil von Aue nach Zwönitz (über Dittersdorf) eröffnet. Für den Bau der Bahn musste jedoch das alte Spritzenhaus der Feuerwehr abgerissen werden, der Gemeindevorstand Keller zeigte sich jedoch sehr zufrieden über die dafür gezahlte Entschädigung. Außerdem wurden mehrere Brücken und ein 47,60 Meter langes und 10,20 Meter hohes Eisenbahnviadukt mit vier Steinbögen erbaut. Der Mühlgraben der Brettmühle am Zufluss des Grünen Baches verschwand durch die Aufschüttung des Bahndammes völlig. Die Bauarbeiter für die Bahnlinie wohnten meistens vor Ort in den Ställen und Scheunen der Bauern. Die Bahnlinie umschließt den Ort in einer großen Schleife, da sie auf diesem Gebiet einen Höhenunterschied von 71 Metern zu überwinden hat. Aufgrund der neuen Bahnlinie bekam der einheimische Schieferabbau, der bereits seit 1856 durch die Sächsische-Lößnitzer-Schieferbruch-Compagnie industriemäßig durchgeführt wurde, starke Konkurrenz durch den thüringischen Schiefer. Dadurch kam es wenig später zum vollständigen Erliegen des Schieferabbaus, der in den besten Jahren bis zu 500 Arbeiter beschäftigt hatte.
Die Herrschaft Stein mit ihrem Gerichtsamt in Lößnitz, vormals Teilgebiet der Schönburgischen Rezeßherrschaften, wurde 1878 der Amtshauptmannschaft Schwarzenberg angegliedert. Damit befanden sich nach 640 Jahren, seit dem Verkauf Dittersdorfs, die Stadt Lößnitz und die Landgemeinde Dittersdorf wieder in einem gemeinsamen Verwaltungsgebiet. 1891 wechselte die schulische und kirchliche Zugehörigkeit des Dorfes von Zwönitz nach Lößnitz, in einer anderen Quelle heißt es jedoch: „Um 1870 wurde ganz Lenkersdorf nach Zwönitz eingepfarrt, dafür ganz Dittersdorf zu Lößnitz.“.
1895 erlosch die letzte Bergwerksanlage, die Kuttenzeche am Kuttenbach, deren Huthaus gleichzeitig das Schankrecht hatte. Die Flurgröße der Gemeinde betrug 613 Hektar. 1900 erfolgte die Eröffnung der Bahnstrecke Zwönitz–Scheibenberg über Elterlein. Diese so genannte obererzgebirgische Aussichtsbahn bzw. Panoramabahn, von den Einheimischen auch als Bimmelbahn bezeichnet, verlief südöstlich und oberhalb von Dittersdorf und bot einen Ausblick auf den Ort. Noch in der Planungsphase, im Jahr 1896, beantragte die Gemeinde Dittersdorf eine Güterhaltestelle am Kilometerpunkt 2,550; diese Forderung wurde jedoch nicht berücksichtigt. Das Baumaterial für Mauerwerk ohne bearbeitete Außenfläche kam u. a. aus Dittersdorf (Hornblende- und Tonschiefer).
Aus dem damaligen Pfeifenclub gründete sich 1898 der noch heute bestehende Männergesangschor Liederhain. 1908 wurde ein neues Schulgebäude (Nr. 5) eingeweiht, an dessen Stelle sich bisher nur ein Teich befand und das das alte (Nr. 9) ablöste. 1921 wurde der größte Dittersdorfer Schieferbruch (bei Dreihansen) zum Naturtheater ausgestaltet, das sich nur wenige Jahre halten konnte. 1925 hatte das Dorf 373 Einwohner (363 ev.-luth., 4 kath., 6 andere), 1933 waren es 377.

### Landkreis Schwarzenberg (1939–1945)
Nach der Umbenennung der Amtshauptmannschaft Schwarzenberg zu Landkreis Schwarzenberg im Jahr 1939 gehörte die Gemeinde nunmehr zum Landkreis Schwarzenberg.
Dittersdorf überstand den Zweiten Weltkrieg nahezu unbeschadet. Während des Luftkrieges stießen im Zuge des Angriffes auf Chemnitz am nebligen Morgen des 6. April 1945 zwei amerikanische Flugzeuge zusammen. Eines der Flugzeuge stürzte über Kühnhaide auf der Bauertoffelwiese ab, das andere Flugzeug zerstörte in Dittersdorf an der Gemeindegrenze zu Dreihansen ein Bauerngut und teilweise das Unternehmen Hofmann & Söhne. Bis zum Ende des Krieges wurden französische, polnische, serbische und weißrussische Kriegsgefangene auf die Bauerngüter verteilt und mussten dort Zwangsarbeiten verrichten. Während anfangs die französischen Kriegsgefangenen nachts in der Gaststätte Grüner Busch, der heutigen Äppelkammer, untergebracht waren, wurden spätere Kriegsgefangene direkt an der Arbeitsstelle, vor allem auf Bauerngütern, untergebracht.
Nach der deutschen Kapitulation am 8. Mai 1945 blieb Dittersdorf, wie der gesamte Landkreis Schwarzenberg und die kreisfreie Stadt Aue, sechs Wochen lang besatzungsfreies Gebiet (Freie Republik Schwarzenberg). Am 9. Juni 1945 begann die allmähliche Besetzung des Landkreises durch sowjetische Truppen. 1946 war die Einwohnerzahl mit 443 Personen deswegen so hoch, weil Vertriebene und Flüchtlinge, etwa aus Schlesien, auf den Bauerngütern untergebracht werden mussten. In dieser Zeit herrschten sehr beengte Wohnverhältnisse, so dass teilweise ganze Familien in einer Stube untergebracht waren.

### Kreis Aue (1946–1994)

Ehemaliges Gemeindewappen

Dittersdorf gehörte ab 1946 zum neu gebildeten Landkreis Aue, der 1952 dem Bezirk Chemnitz (ab 1953 Bezirk Karl-Marx-Stadt) zugeordnet war.
Die Bahnstrecke Zwönitz–Scheibenberg wurde im Sommer 1947 als Reparationsleistung von den sowjetischen Besatzern demontiert. Anfang der 1960er-Jahre wurde der erste und einzige Konsum erbaut.
Im Rahmen der Gründung der landwirtschaftlichen Produktionsgenossenschaften (LPG) wurde in den 1960er-Jahren die LPG Wismut (Typ I) mit drei Brigaden und die LPG Bergland (Typ III) gegründet. Am 1. März 1967 schlossen sich die Lößnitzer LPG Ernst Scheffler mit 80 Hektar Land, die LPG Bergland (190 Hektar) und Teile der LPG Wismut zur LPG Albrecht Thaer zusammen. 1969 entstand auf dem Mühlberg eine industriemäßig produzierende Milchviehanlage (MVA) für 500 Kühe. In Privatbesitz gab es in Dittersdorf außerdem 150 Milchkühe und 50 Kälber. An der feierlichen Eröffnung der Milchviehanlage nahm der spätere tschechoslowakische Staatspräsident Gustáv Husák teil. Die Feldbaubrigade Dittersdorf arbeitete mit der Lößnitzer LPG Albrecht Thaer im Rahmen der KAP Am Katzenstein zusammen.
Die Schule, die sich gegenüber dem Feuerwehrhaus befand, wurde 1970 geschlossen. Das Gebäude dient nun als Wohnhaus. Die Klassenstärke betrug damals nur noch drei bis fünf Schüler, die in der ersten bis dritten Klasse gemeinsam in einem Unterrichtsraum von einem Lehrer unterrichtet wurden.
Am 1. Februar 1974 wurde die bis dahin selbstständige und rein bäuerliche Landgemeinde in die Stadt Lößnitz eingemeindet. Letzte Bürgermeisterin war Erna Wildenhain aus Pfannenstiel. Das Gefängnis am Ortseingang (Nr. 3) und das Gemeindehaus (Nr. 3) mit Postamt wurden verkauft. Nachdem das Postamt zunächst in ein anderes Gebäude verlagert worden war, wurde es wenige Jahre später aufgelöst und die Post zentral von Lößnitz aus verteilt.
1994 wurde der einzige Konsum des Ortes geschlossen. Das Gebäude dient heute als Wohnhaus. Durch die 1994 durchgeführte Kreisgebietsreform kam der Ortsteil Dittersdorf in den zusammengelegten Landkreis Aue-Schwarzenberg und am 1. August 2008 durch eine erneute Kreisreform in den Erzgebirgskreis. 1995 wurde der Spielplatz komplett erneuert und saniert.
Im ehemaligen Schieferabbaugebiet, das heute Badeort und Ausflugsziel ist, findet jährlich das Schieferlochfest statt. Außerdem wird jährlich am 1. Mai ein Dorffest gefeiert.

### Einwohnerentwicklung
Folgende Einwohnerzahlen beziehen sich auf das Flurgebiet der Gemeinde Dittersdorf:
| 1548 bis 1871 - 1548 – 53 - 1764 – 33 - 1834 – 272 - 1871 – 374 | 1890 bis 1939 - 1890 – 394 - 1910 – 396 - 1925 – 373 - 1939 – 366 | 1946 bis 1964 - 1946 – 443 - 1950 – 483 - 1964 – 383 - 2008 – 296 |

 Quellen: Digitales Historisches Ortsverzeichnis von Sachsen, Einwohnerzählung anlässlich des Schul- und Heimatfestes vom 4.–6. Juli 2008

## Ökologie
Am Oberlauf des Vorderen Aubaches, eines der Zuflüsse des Lößnitzbaches, befinden sich hochhalmige und artenreiche Wiesen mit submontaner bis hochcolliner Prägung. Hier lassen sich die Herbstzeitlose und die osteuropäische Sterndolde (Astrantia major) an ihrer westlichen Verbreitungsgrenze finden. Das Areal wurde zum Naturschutzgebiet erklärt.

## Geologie
In Dittersdorf besteht eine starke erosive Aufschneidung durch den Grünen Bach. Im Bahneinschnitt östlich von Dittersdorf und am Fuß des Mühlberges befinden sich einige Granitporphyrgänge mit dunkelgrauer Färbung im frischen Zustand. Es sind Quarz-Feldspate mit bis zu drei Zentimeter langen Orthoklaskristallen und bis zu vier Zentimeter große Quarze vorhanden. Biotit und Hornblende treten nur untergeordnet auf. Das Gestein dürfte der Schlussphase des jungpaläozoischen Magmatismus im Erzgebirge zuzuordnen sein. Westlich der Berggaststätte Friedrichsruh gibt es einen Phyllitklippenzug. Dreihansen hat einen Untergrund aus dunklem phyllitischen Tonschiefer mit quarzitischen Wechsellagerungen, der dem älteren Ordovizium angehört. Noch im Phyllit, aber direkt an der Grenze der äußeren Kontaktzone des Auer Granits treten am Kuttenbach südlich des Hirnschädels von Nordwest nach Südost streichende Erzgänge der kiesig-blendigen Bleierzformation auf, die etwas Silber und in ganz geringen Mengen auch Kupfer lieferten.
Zwischen 1949 und 1950 suchte die Wismut AG im Gebiet zwischen Dittersdorf und dem Schnepfenberg mit 8 Schürfen erfolglos nach Uranerz.

## Bauwerke
Brücke Dittersdorf ⊙
Bei Streckenkilometer 43,5 befindet sich in Dittersdorf das einzige Viadukt auf dem Abschnitt der Bahnstrecke Chemnitz-Aue. An die Steinbogenbrücke von 47,6 m Länge mit vier Bögen schließt sich noch ein längerer mit einer großen Stützmauer gesicherter Streckenabschnitt an.

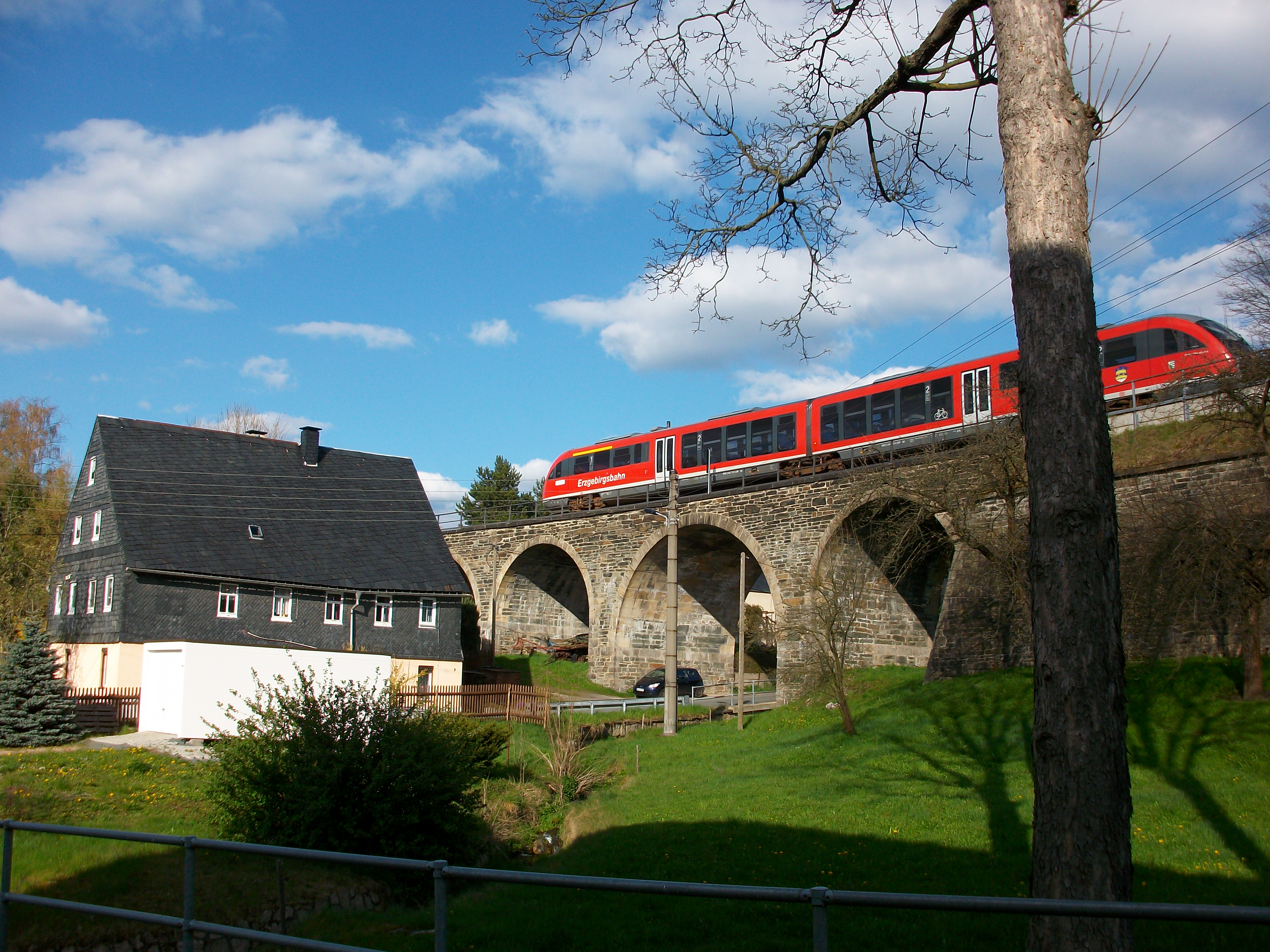
Großes Bahnviadukt in Dittersdorf (Lößnitz) mit Erzgebirgsbahn (2)
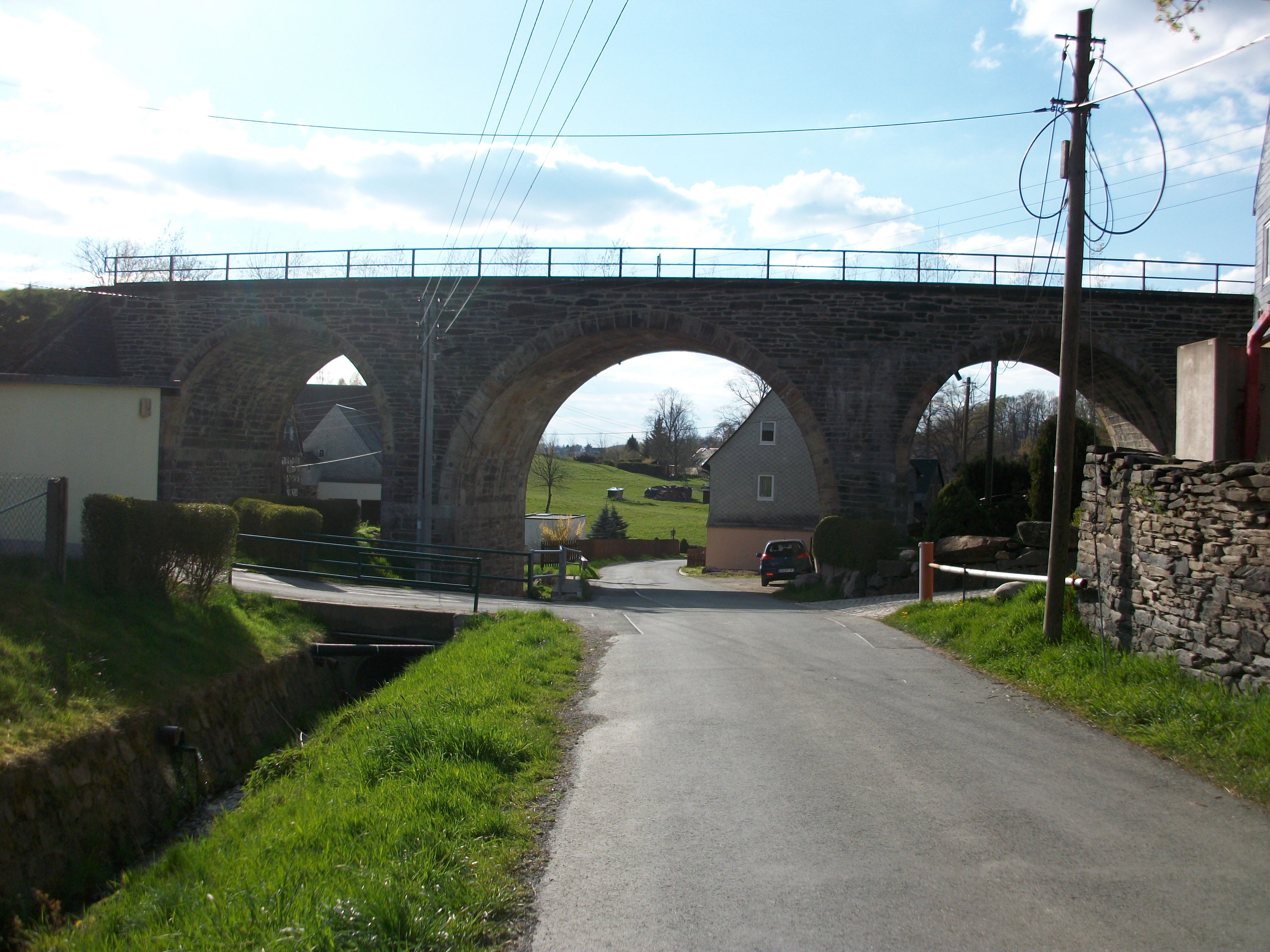
Großes Bahnviadukt in Dittersdorf (Lößnitz) (2016)
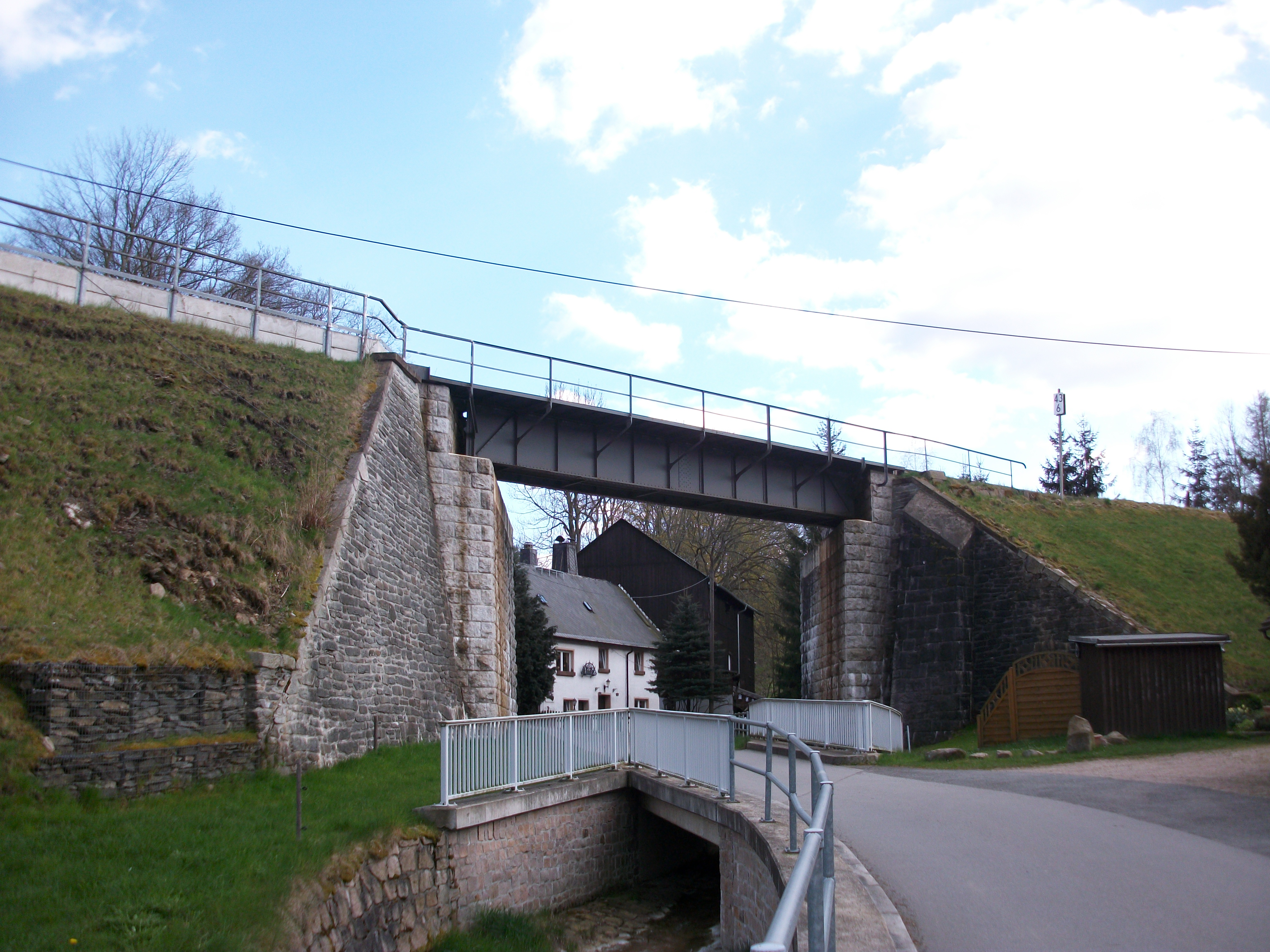
Kleines Bahnviadukt in Dittersdorf (Lößnitz) (2016)